# Osiedle Krakowiaków
Osiedle Krakowiaków (do roku 1958 osiedle C-2 Północ) – zabytkowe osiedle w Krakowie wchodzące w skład Dzielnicy XVIII Nowa Huta, niestanowiące jednostki pomocniczej niższego rzędu w ramach dzielnicy.
Większość bloków na osiedlu powstało z cegły w początkach budowy Nowej Huty w latach 1949–1950. Skrajnie południowa część osiedla to drugi etap budowy (1950–1956). Po roku 1956 zbudowano jeszcze 5 wieżowców z płyty, w tym cztery punktowce i jeden duży klatkowiec.
Nazwę przyjęto od tytułu pierwszego spektaklu wykonanego w Teatrze Ludowym – opery autorstwa Wojciecha Bogusławskiego pt. Krakowiacy i Górale.
Na terenie osiedla znajdują się:
- Przedszkole Samorządowe nr 93 im. Juliana Tuwima (os. Krakowiaków 18)
- Szkoła Podstawowa im. Świętego Wincentego Pallottiego (os. Krakowiaków 47)
- Przychodnia Rejonowa (os. Krakowiaków 43)
- Ośrodek dla Osób Dotkniętych Przemocą (os. Krakowiaków 46)

## Galeria

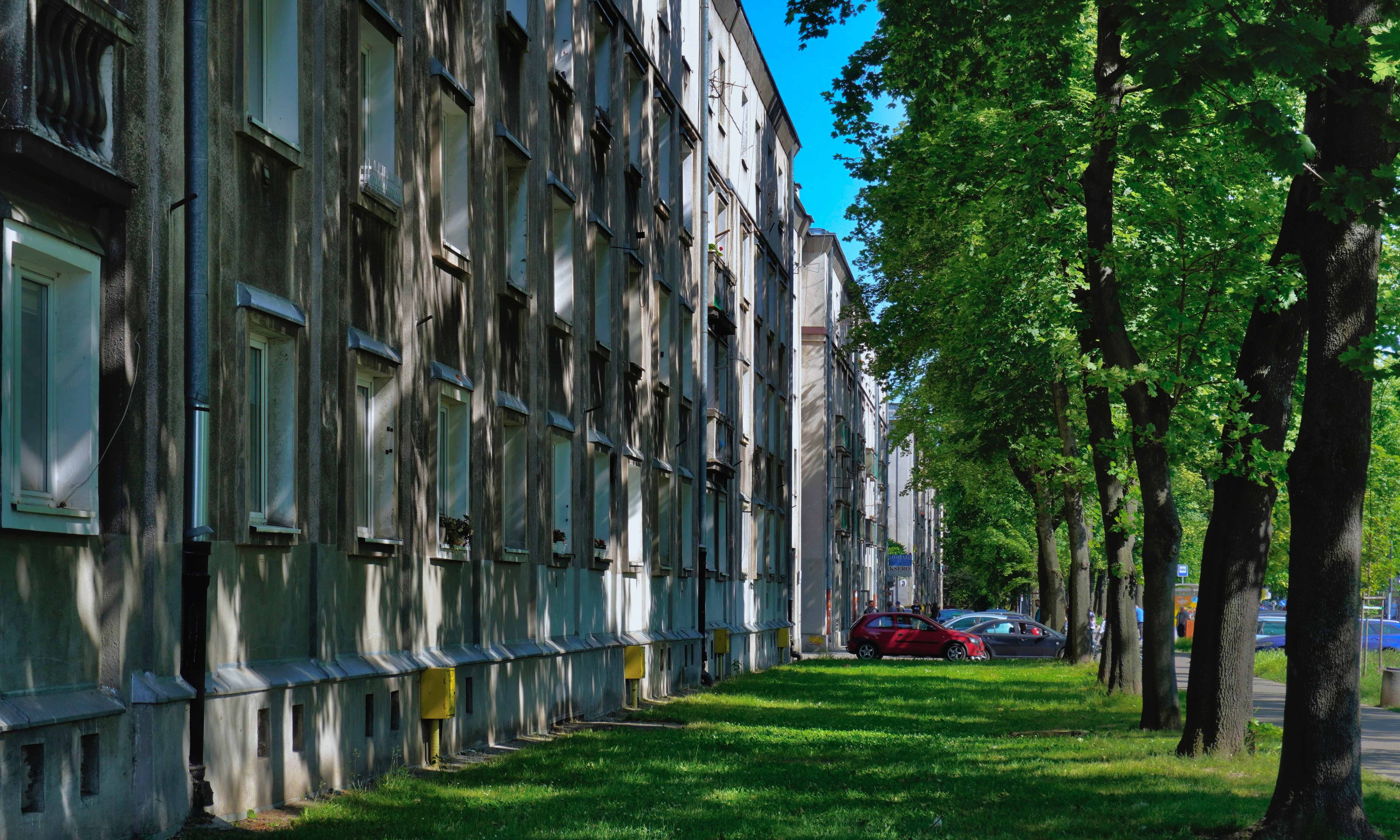
Widok od ul. Obrońców Krzyża (os. Krakowiaków 5 i 4)
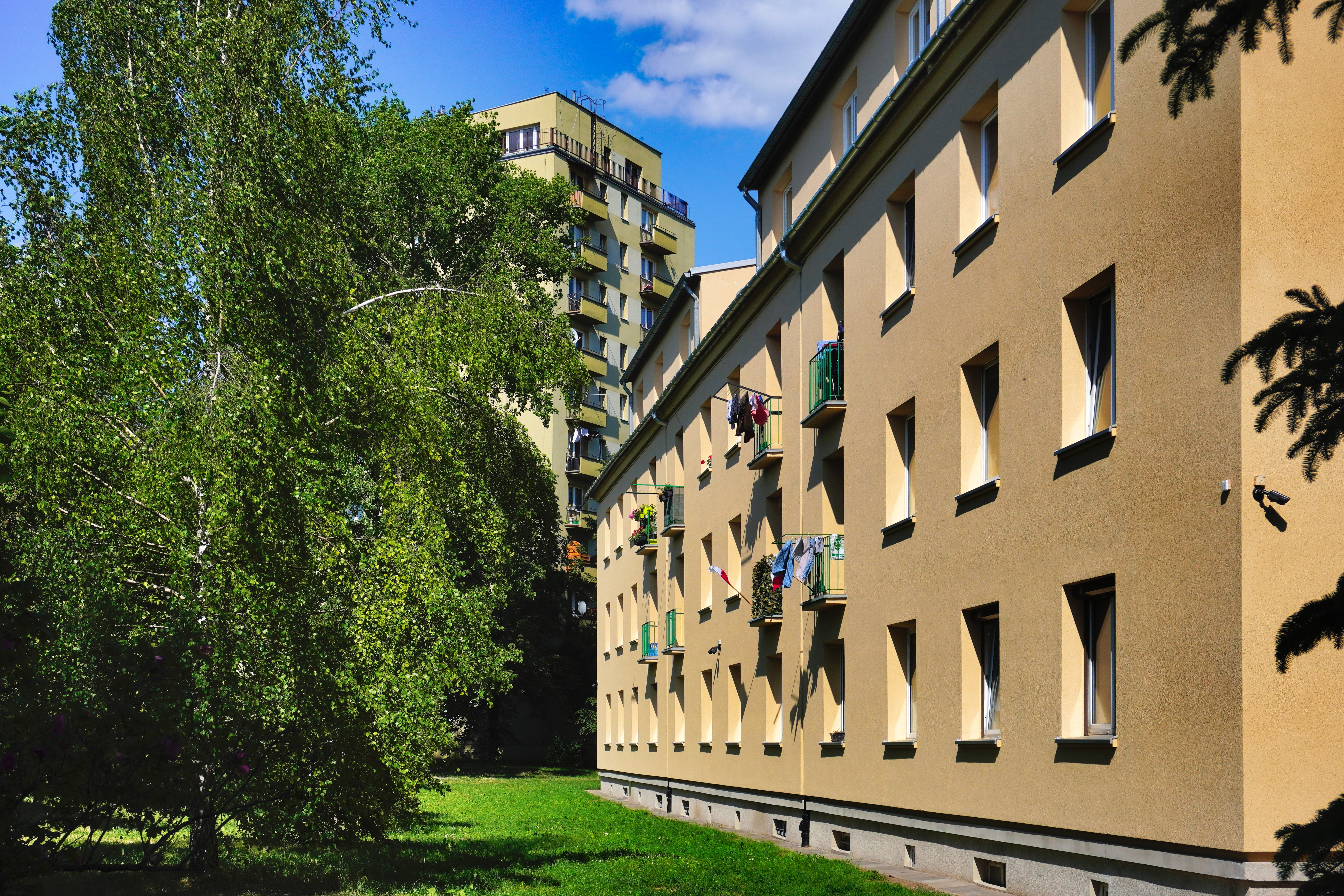
Widok od ul. Kocmyrzowskiej, blok z lat 50. XX wieku (os. Krakowiaków 12) i dziesięciopiętrowy punktowiec z lat 60. (os. Krakowiaków 15)
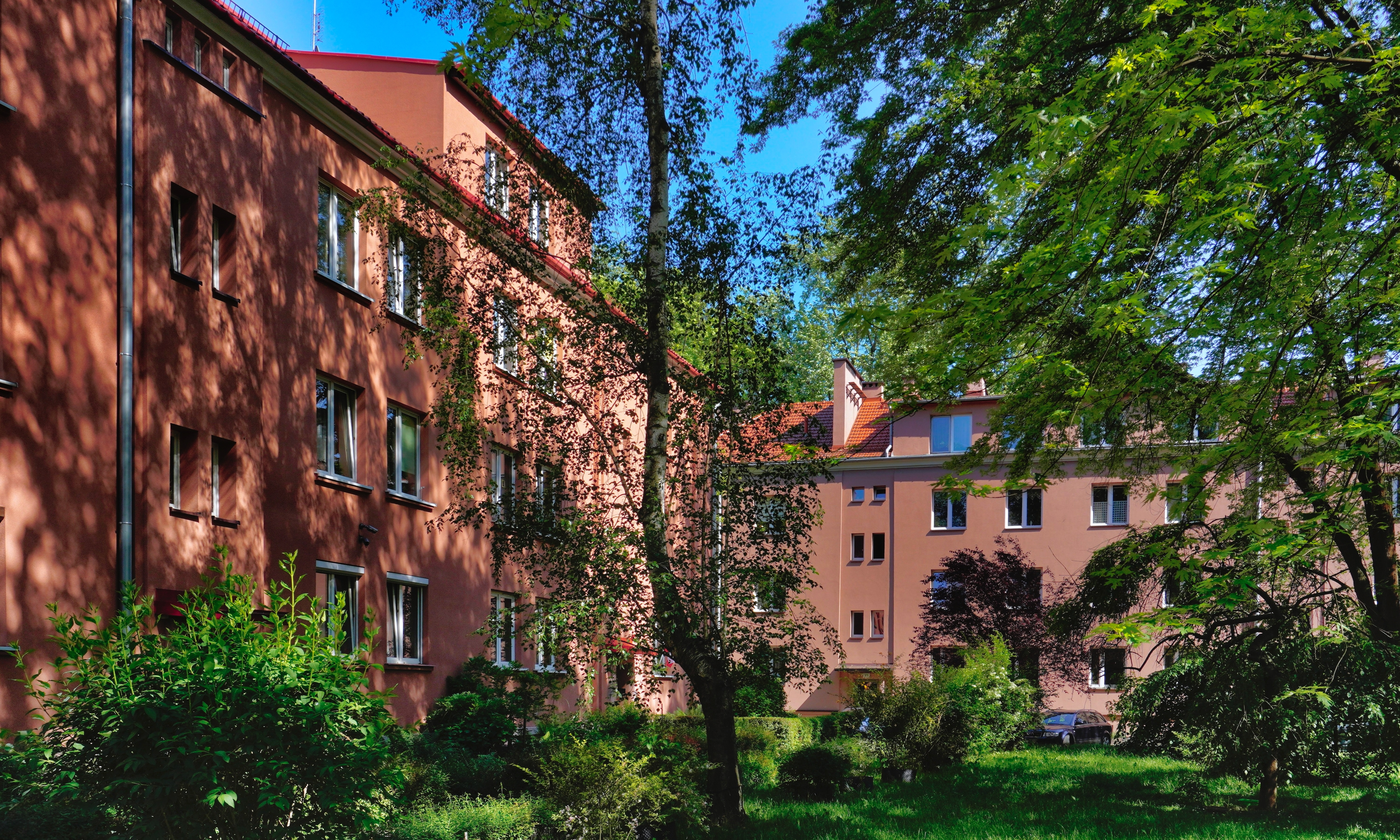
Wnętrze osiedla (os. Krakowiaków 16 i 17)
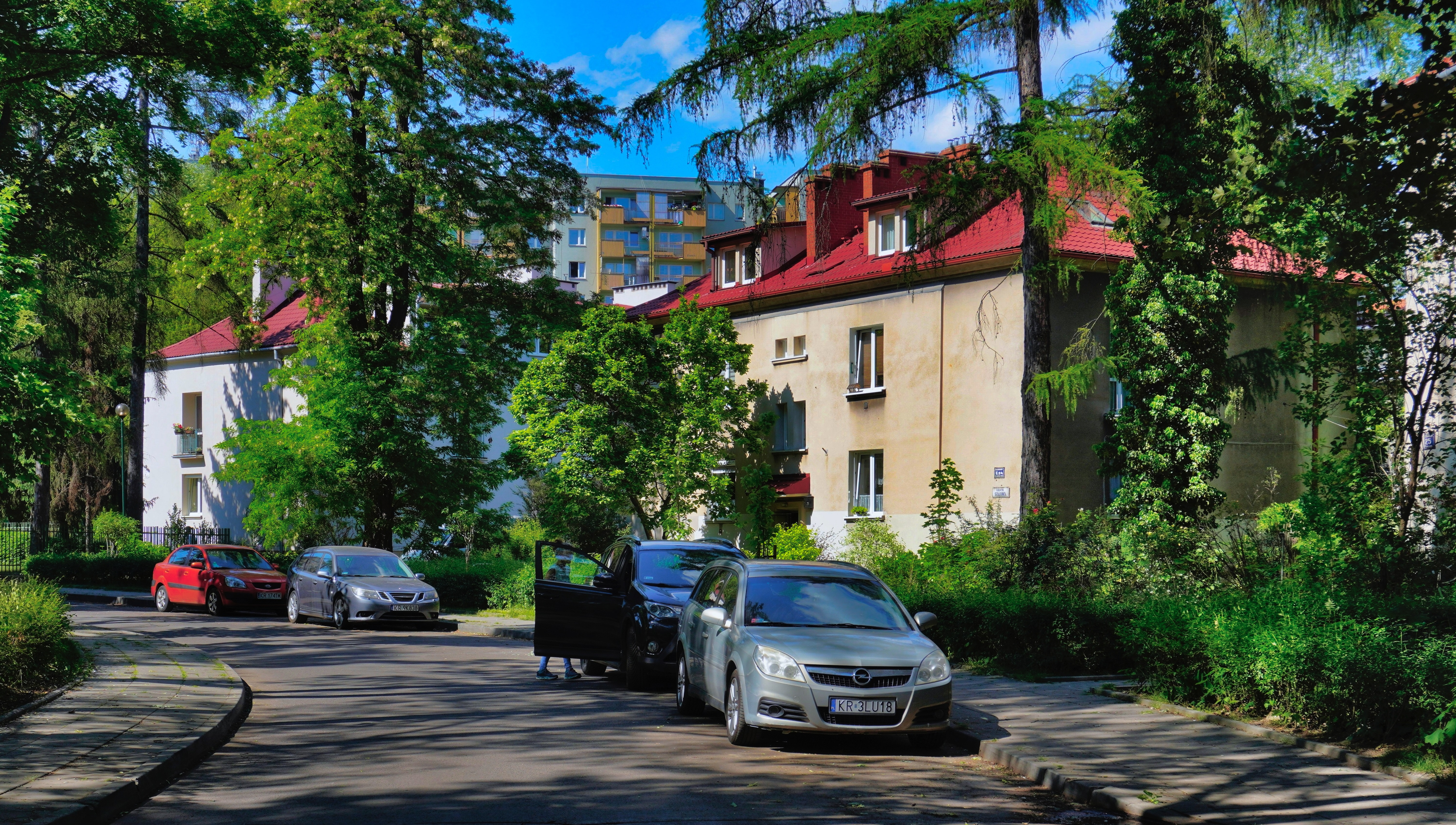
Ulica Stalowa (os. Krakowiaków 24 i 23)
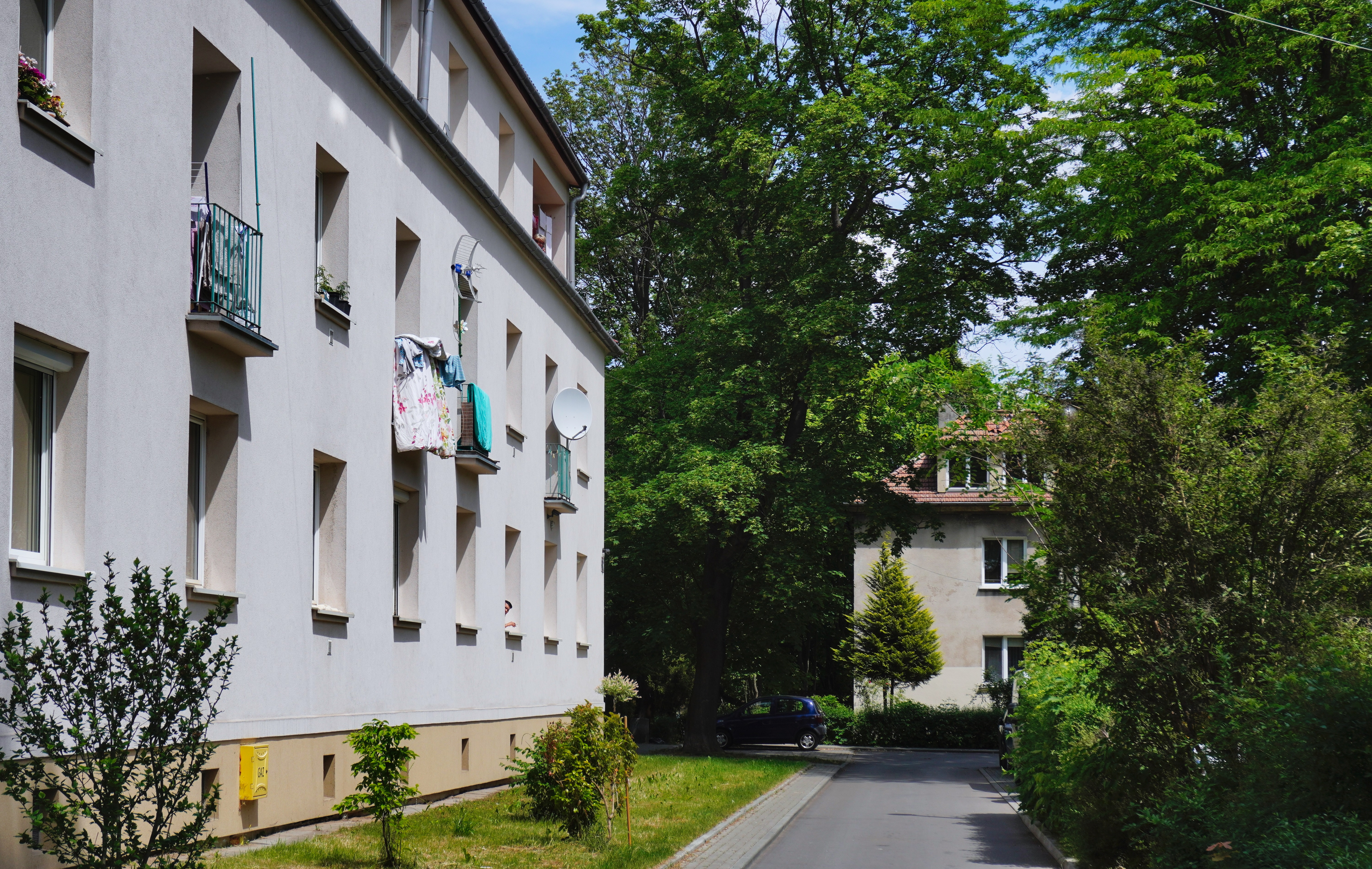
Wnętrze osiedla (os. Krakowiaków 23 i 31)
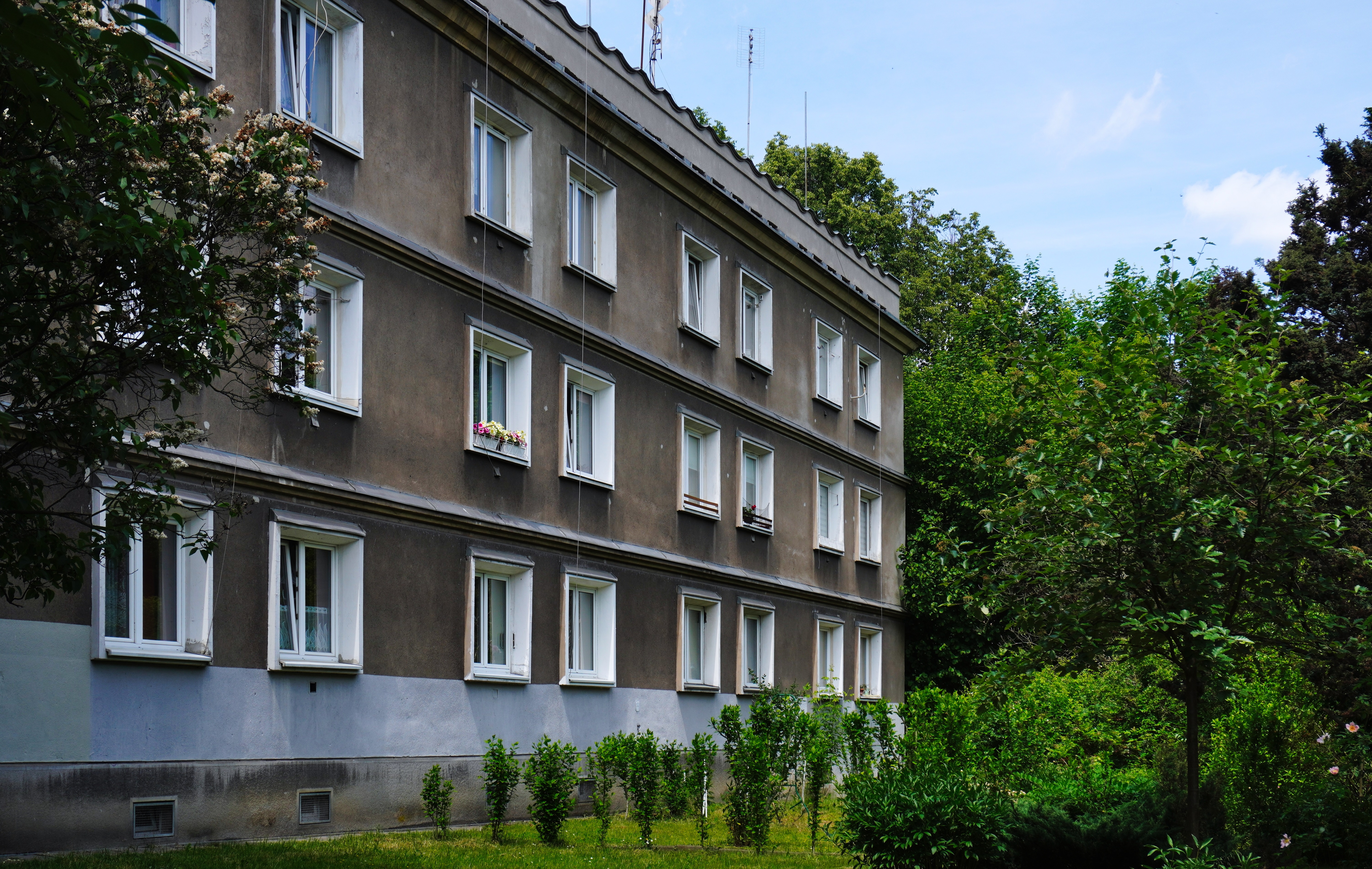
Wnętrze osiedla (os. Krakowiaków 38)
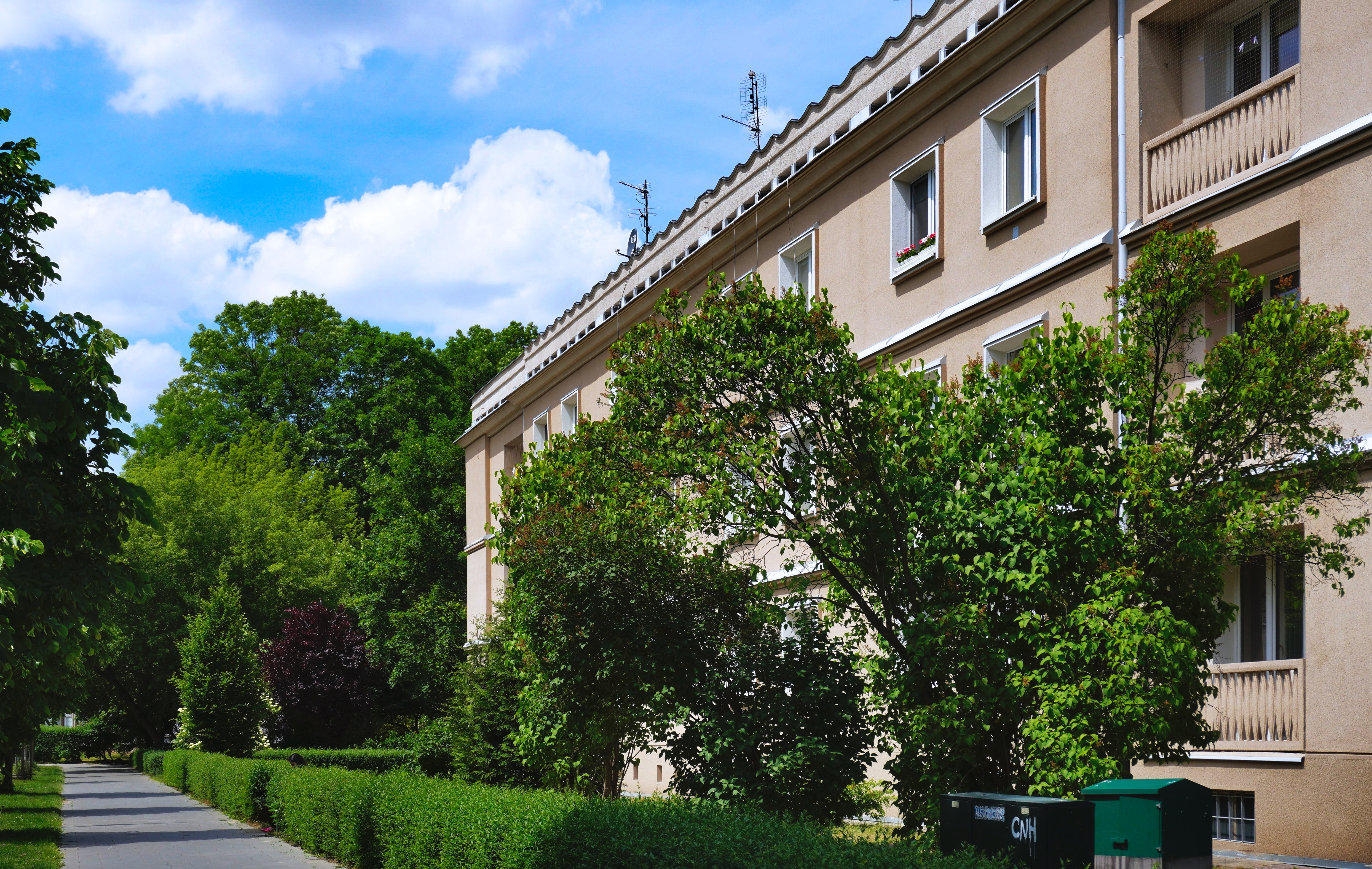
Widok od ul. Mościckiego (os. Krakowiaków 41)
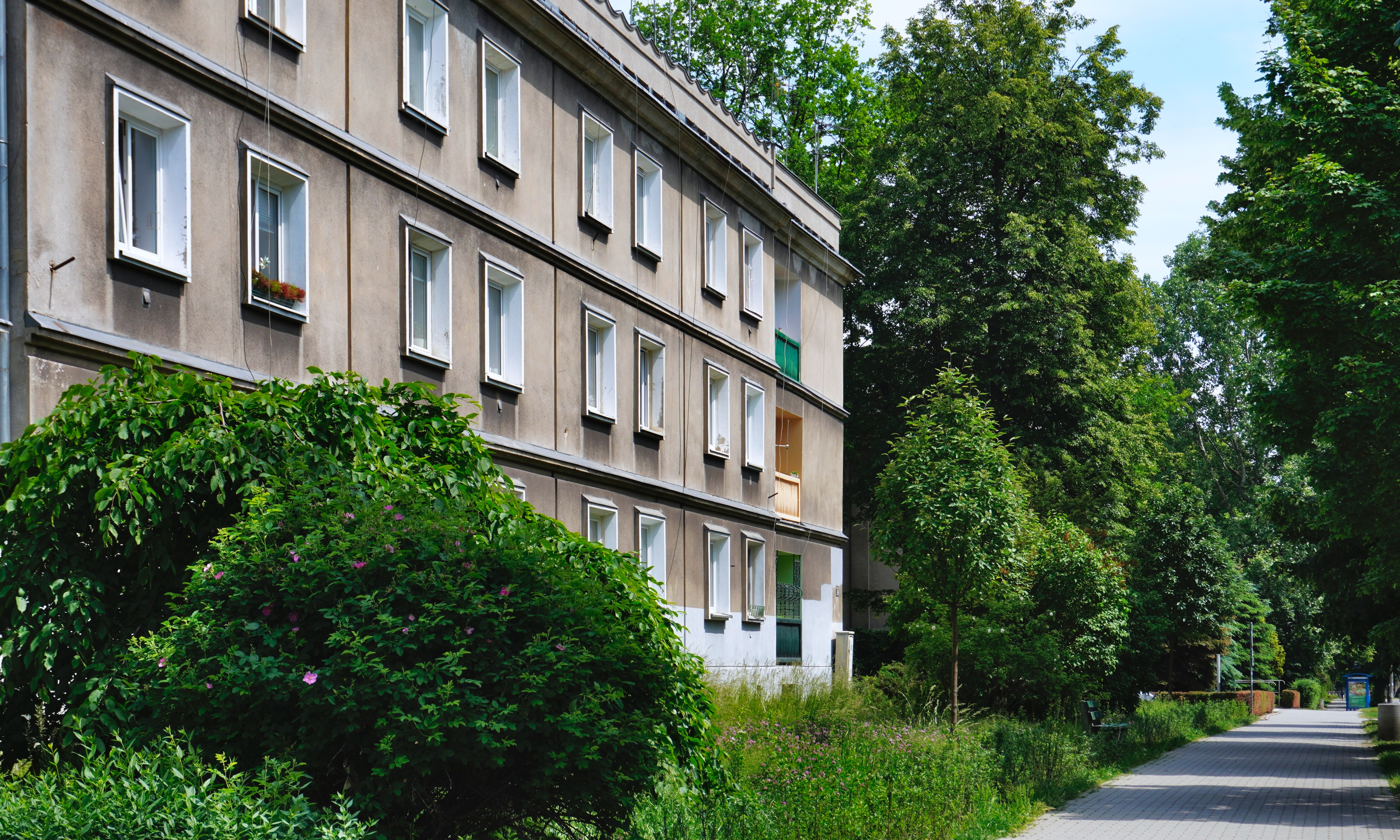
Widok od ul. Mościckiego (os. Krakowiaków 39)
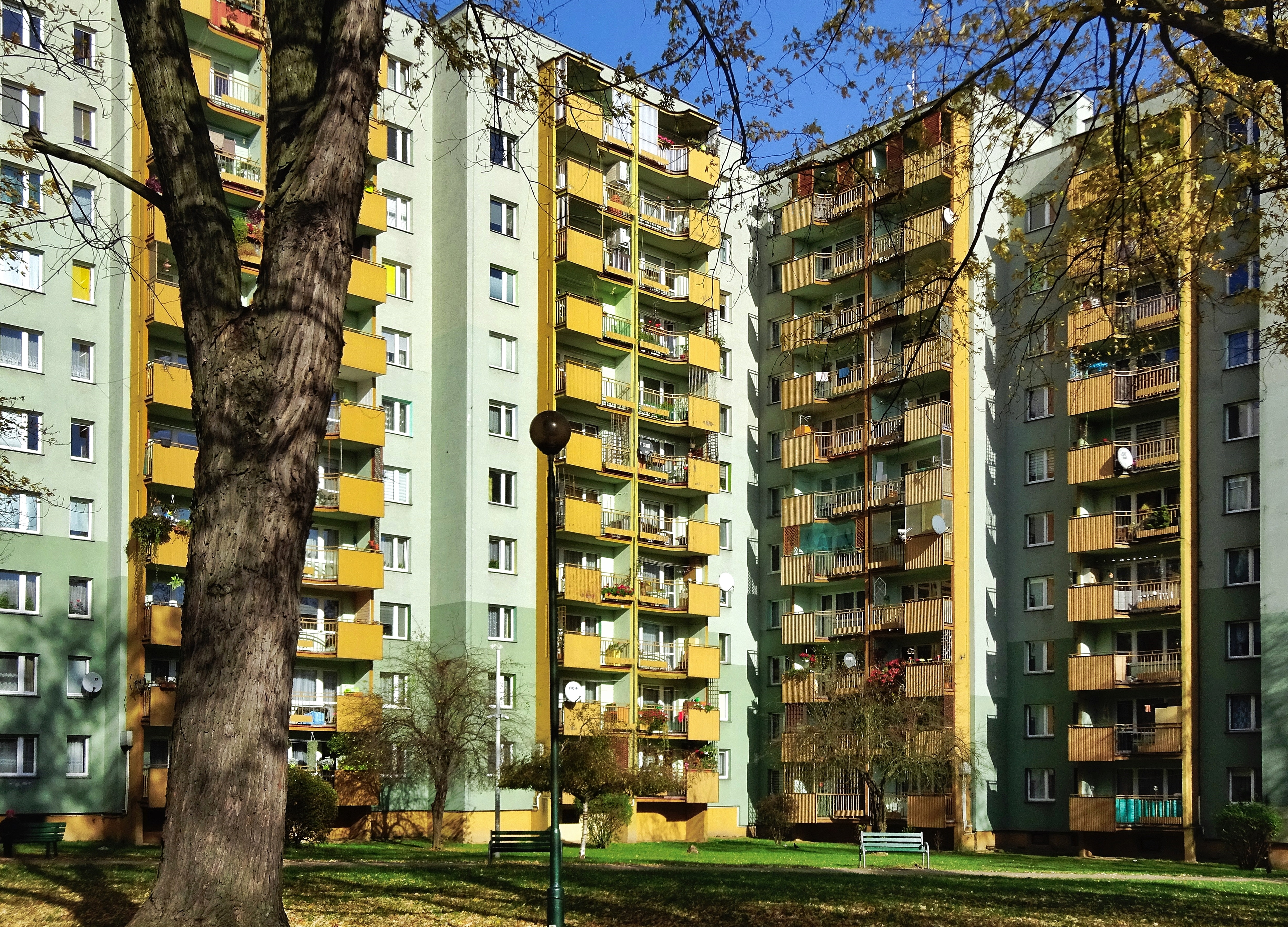
Wnętrze osiedla (os. Krakowiaków 22A)
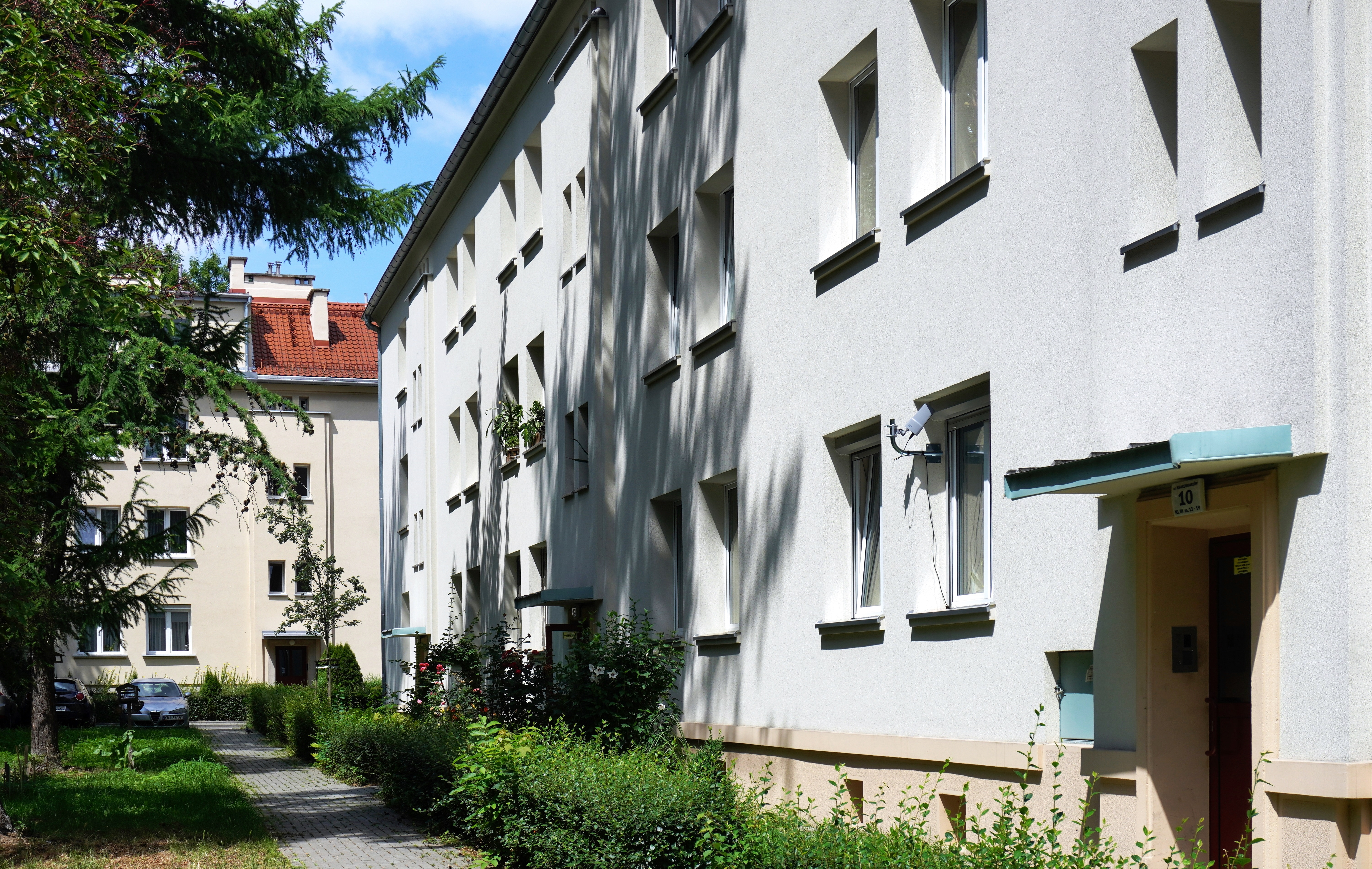
Wnętrze osiedla (os. Krakowiaków 10 i 8)
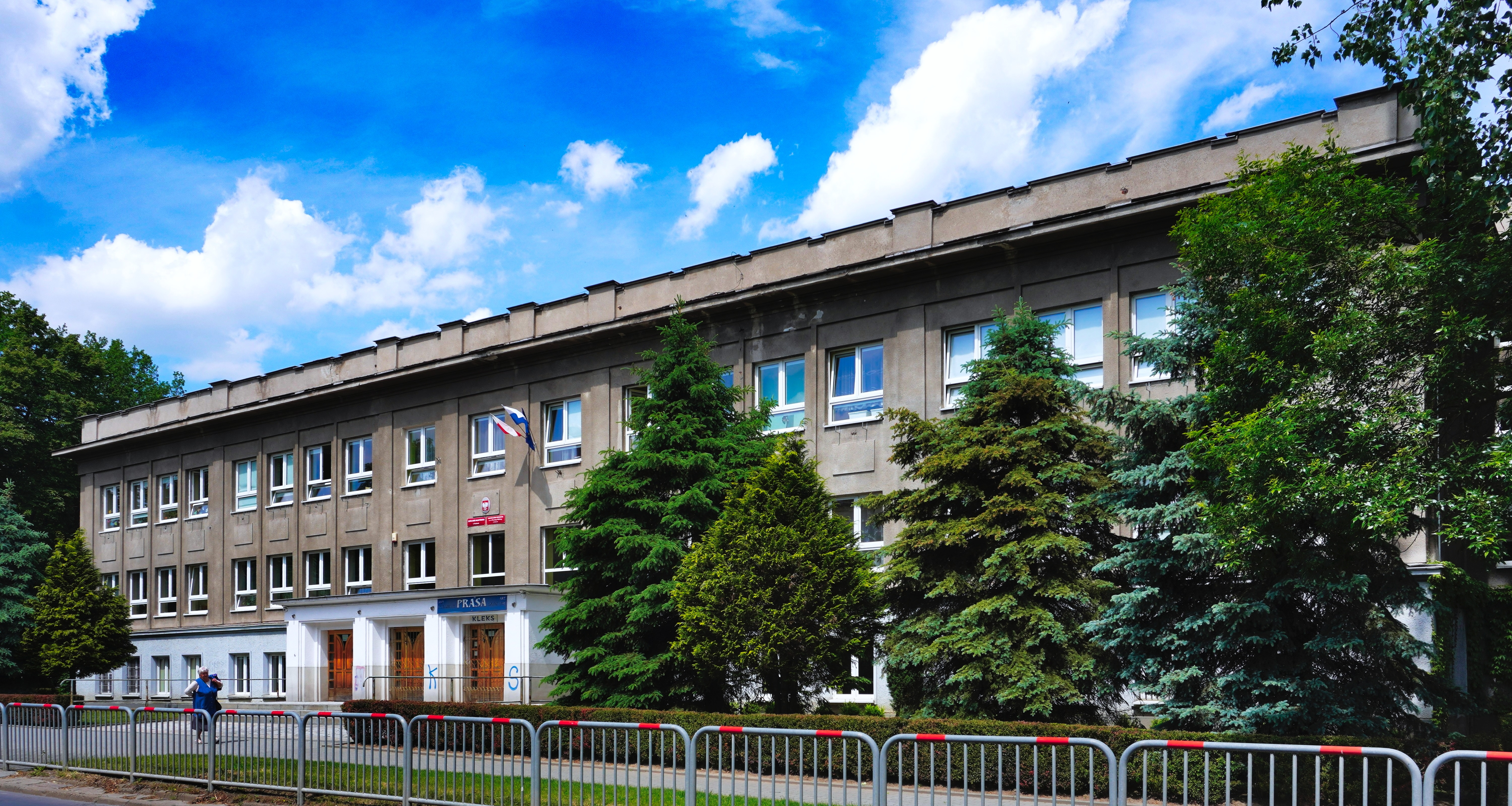
Publiczna Szkoła Podstawowa im. Św. Wincentego Pallottiego